# Hisato Sato
Hisato Sato (Kasukabe, 12. ožujka 1982.) japanski je nogometaš.

## Klupska karijera
Igrao je za JEF United Ichihara, Cerezo Osaka, Vegalta Sendai i Sanfrecce Hiroshima.

## Reprezentativna karijera
Za japansku reprezentaciju igrao je od 2006. do 2010. godine. Odigrao je 31 utakmice postigavši 4 pogodaka.
S japanskom reprezentacijom Hisato Sato je igrao na Azijskom kupu 2007.

## Statistika
| Japan  | Japan | Japan |
| Godina | Nast. | Gol.  |
| ------ | ----- | ----- |
| 2006.  | 12    | 3     |
| 2007.  | 7     | 0     |
| 2008.  | 6     | 0     |
| 2009.  | 3     | 1     |
| 2010.  | 3     | 0     |
| Ukupno | 31    | 4     |

## Vanjske poveznice
- National Football Teams
- Japan National Football Team Database